# Centro Cultural y Deportivo El Tanque Sisley
Il Centro Cultural y Deportivo El Tanque Sisley, noto semplicemente come El Tanque Sisley, è una società calcistica di Montevideo, in Uruguay.
Fondato il 17 marzo 1955 come "Club Atlético El Tanque", disputò per i primi anni nelle ligas regionales, prima di affiliarsi all'AUF nel 1959. Due anni dopo vinse il suo primo campionato, la serie A della Divisional Extra, terminata imbattuta.
Nel 1972 si fuse con lo Sportivo Italiano, ma già nel 1974 le due società si sciolsero. Nel 1981 si unì al "Centro Cultural y Deportivo Sisley", prendendo l'attuale nome.
Nel 1991 giocò la sua prima stagione in Primera División. El Tanque giunse ultimo, ma compì l'impresa di battere in una settimana al Centenario prima il Nacional (2-0) e poi il Peñarol (1-0).
Nella stagione 2009-2010, El Tanque Sisley ha vinto il campionato di Segunda División, conquistando così la sua seconda promozione in Primera División.

## Palmarès
- Segunda División Profesional de Uruguay: 4

1981, 1990, 2009-2010, 2016
- Liga Metropolitana Amateur de Fútbol: 2

1986, 1997
- Divisional Extra: 1

1961, 1969